# Albert Mair
Albert Mair (* 11. Juni 1941 in Wien) ist ein österreichischer Jazzpianist.

## Leben und Wirken
Mair lernte zunächst Geige und dann Klavier. Bereits während seines Ingenieurstudiums bewegte er sich in allen Genres der Jazz-Musik. 1965 gründete er sein erstes Quartett, 1966 erhielt er den Gulda-Jazz-Solistenpreis. Er war dann Mitglied der Gruppen von Bill Grah, Uzzi Förster und Teddy Ehrenreich und spielte in den frühen 1970er Jahren in Hans Kollers Free Sound. Neben George Russell, Red Mitchell und Don Cherry war er als Lehrer für Jazzseminare in Dänemark aktiv. Er tritt häufig im Duo/Trio und mit dem gemeinsam mit Sänger Jimi U. geleiteten J·A·Q· auf. Er spielte mit zahlreichen Jazzmusikern Österreichs und des Auslandes, wie Richard Oesterreicher, Häns’che Weiss, Christine Jones, Erich Bachträgl, Leo Wright, Aladár Pege, Ack van Rooyen, Jimmy Woode, Art Farmer, Tony Scott, Benny Bailey, Carl Drewo, Dusko Goykovich, Zipflo Reinhardt oder Peter Bockius.
Er war als DI, zuletzt für die Programm- und Systementwicklung (PSE) der Siemens AG Österreich, tätig. Sein Sohn Albert Oliver Mair wirkt ebenfalls als Pianist.
Er ist Mitbegründer der Formation Wiener Standards. Sein neuestes Projekt ist Jazz & Lyrik, gemeinsam mit der Literatin Ingrid Heinisch.

## Diskographische Hinweise
- 25 very good years
- 2 Sing 4 Swing
- Silent Night with JAQ
- At Last
- Inseparable
- Wiener Standards

Alle Werke sind bei Jive Music erschienen.